# Chaetacis cucharas
Chaetacis cucharas är en spindelart som beskrevs av Levi 1985. Chaetacis cucharas ingår i släktet Chaetacis och familjen hjulspindlar.
Artens utbredningsområde är Peru. Inga underarter finns listade i Catalogue of Life.